# ウィンザー・パーク
ウィンザー・パーク（Windsor Park）は、北アイルランド・ベルファストにある球技場。サッカー北アイルランド代表の試合が主で、アイリッシュカップ決勝も当所で開催される。